# Jackson Chargers
O Jackson Chargers foi um time de futebol americano com sede em Jackson, Mississippi, que jogou no PDL (anteriormente a USISL Premier League ) de 1995 a 1999. A equipe teve temporadas consecutivas de muito sucesso em 1998 e 1999, tornando-se campeões regulares da temporada em ambos os anos e ficando invicta por 16-0 na temporada de 1998, antes de perder a partida do campeonato contra os rivais do sudoeste San Gabriel Valley Highlanders . A equipe se dissolveu após a temporada de 1999.

## História
Os Chargers se tornaram um membro fundador da quarta reorganização da pirâmide de futebol americana, ingressando na USISL Premier League em sua temporada inaugural de 1995. A liga, operada pela United Soccer Leagues, mais tarde se tornaria a Premier Development Soccer League (PDSL) em 1997 e a Premier Development League (PDL) (atual USL League Two) na temporada ativa final dos Chargers em 1999.
O Chargers se tornou um competidor anual no início da história da liga, conquistando o campeonato da temporada regular e registrando uma temporada perfeita ao vencer todos os jogos da temporada regular em 1998. Eles seguiram com um desempenho forte em 1999, novamente ganhando o campeonato da temporada regular, mas tropeçando nos playoffs.
Após sua temporada em 1999, o time foi extinto.  